# Cleaner
Cleaner è un film del 2007 diretto da Renny Harlin.
Thriller poliziesco interpretato da Samuel L. Jackson, Ed Harris ed Eva Mendes.

## Trama
L'ex-poliziotto Tom Cutler, otto anni dopo l'omicidio della moglie e il conseguente assassinio in carcere del colpevole, nonché padre di Rose, è diventato titolare di una piccola ditta di pulizie, la Steri Clean, specializzata nel ripulire scene del crimine. 
Un giorno come altri, Tom riceve via fax l'incarico di ripulire il salotto di una lussuosa residenza da quello che è a tutti gli effetti il risultato di un omicidio. Per entrare segue le istruzioni ricevute trovando la chiave sotto un vaso, e poi inizia il suo lavoro forografando la scena e ripulendola minuziosamente. Avendo però dimenticato di rimettere la chiave al suo posto, fa ritorno alla residenza il giorno seguente, venendo accolto dalla proprietaria, Ann Norcut. La donna sembra non sapere nulla delle pulizie del giorno prima, e volendo restare prudente, Tom resta vago dicendo di aver sbagliato indirizzo.
Tom è alquanto stranito, e chiede alla sua assistente dettagli maggiori sull'incarico ricevuto: scopre così che non esiste nessun Detective Jones e la polizia non ha mai richiesto quell'intervento. A questo punto Tom chiude in una busta le foto scattate sulla scena del crimine, il foglio dell'ordine che aveva ricevuto, le registrazioni vocali che aveva fatto descrivendo il luogo, e la chiave della residenza. La sera stessa, Tom incontra al bar il suo ex compagno di polizia Eddie Lorenzo, e apprende dalla televisione che il marito di Ann Norcut è scomparso. Per questa indagine è stato incaricato il Detective Jim Vargasm considerato da Eddie un poliziotto corrotto. La situazione è preoccupante perché John Norcut avrebbe dovuto testimoniare nei giorni seguenti davanti al giudice contro Robert Vaughn, ex-commissario accusato di corruzione interna. 
Il giorno successivo, Ann si reca in ufficio da Tom perché il giorno prima, lui non aveva risposto alla domanda sul genere di pulizie che fornisce. Capendo che si tratta di scene del crimine, Ann vuole sapere se quindi suo marito sia stato ucciso, ma Tom rimane vago. Poco dopo, mentre sta pulendo una scena del crimine, Eddie gli fa visita per dirgli che gli investigatori forensi non hanno trovato DNA o segni di colluttazione a casa Norcut, ma bensì un'alta concentrazione di prodotti chimici per la pulizia. Tom decide quindi di raccontare tutto ad Eddie, dicendogli di non aver contattato la polizia dato che non sa quanto sia vasta la corruzione di Vaughn, dal momento che Tom stesso aveva lavorato per Vaughn: Tom aveva fatto uccidere l'assassino della moglie in prigione, e Vaughn in cambio di alcuni lavori aveva chiuso l'indagine. Più tardi, Vargas si presenta all'ufficio di Tom per avere una lista dei prodotti che vengono utilizzati dalla sua azienda per confrontarli con quelli rinvenuti a casa Norcut, e Tom accetta, venendo poi a sapere che Vargas sta indagando su di lui, controllando gli estratti conto della sua carta di credito. 
Durante una partita di calcio di Rose, Tom incontra Eddie, condividendo le sue preoccupazioni e scambiando alcune informazioni, poi dà appuntamento ad Ann in una chiesa, dove le racconta tutto dicendo di essere stato incastrato. Successivamente, Ann porta Tom al centro di accoglienza in cui lavora, e gli mostra un libro contabile appartenente al marito: vi sono scritte le matricole di tutti gli agenti corrotti e coinvolti nella faccenda Vaughn, Tom incluso, che John avrebbe consegnato al procuratore. Ann rivela anche che John aveva litigato violentemente con Vaughn e Vargas due settimane prima. Tom si confronta con Eddie per sapere a chi appartengano alcune matricole, dato che Eddie lavora ancora, ma sapendo che Tom è nell'elenco, Eddie gli consiglia di lasciar perdere, arrivando ad un pesante litigio.
Ann confessa a Tom di non sentirsi più al sicuro con tutto quello che sta succedendo, e allora Tom le propone di andare dal suo collega e amico Miguel. Dopo aver cenato tutti insieme, Ann e Tom hanno una discussione e finiscono per arrendersi e raccontare tutto: Tom parla dell'omicidio della moglie, la quale venne trovata dalla figlia Rose, e Ann invece dice di aver recentemente abortito. Mentre sta tornando a casa, Tom viene fermato e aggredito da un agente di polizia che sembra conoscerlo. 
Esaminando i fatti, Tom sospetta che l'omicidio non sia stato effettuato da Vaughn, dal momento che avrebbe voluto trovare il registro con le matricole. Parlando con il medico legale, Tom scopre anche che John Norcut aveva subito anni prima una vasectomia, indicando che la gravidanza di Ann non poteva essere sua. Tom deduce che Ann abbia un amante, e di conseguenza la chiave lasciata sotto il vaso per accedere alla residenza deve essere sua. Condivide questa riflessione con Eddie, notando un attestato di volontario dell'anno firmato da Ann, prova che i due si conoscono, arrivando alla conclusione che l'amante sia proprio Eddie, e che anche la gravidanza si possa attribuire a lui. 
Durante un'ulteriore conversazione con Ann, facendole notare che sa a chi appartenga la chiave, Tom capisce chiaramente il movente: Ann disse di aver avuto un aborto spontaneo e di aver perso la bambina, ma Eddie si convinse che fosse stato John a prendere questa scelta, e decise di ucciderlo. In realtà John non ne sapeva nulla, anche se inevitabilmente ad un certo punto la verità sarebbe venuta a galla. 
Tom si accorda con Vargas, anch'egli nel libro di John, per far arrestare Eddie in un vecchio deposito ferroviario, ma quest'ultimo non si presenta. Tramite una telefonata della figlia Rose, ignara di tutto, Tom scopre che Eddie si trova proprio a casa loro, e si precipita lì. I due hanno una violenta discussione, durante la quale Eddie ammette di aver ucciso John, convinto che l'aborto sia stato chiesto da John, avendo poi fatto intervenire Tom per nascondere ogni traccia possibile. Tom cerca di portarlo via per arrestarlo, ma Eddie estrae la pistola e gliela punta contro. Non appena vedono le luci della polizia arrivata sotto casa, viene sparato un colpo: si tratta di Rose, la quale con la pistola del padre ha sparato ad Eddie, uccidendolo. Tom e Rose si abbracciano, poi escono e Tom consegna il libro di John a Vargas, affinché lo distrugga.